# Маймеча
Маймеча́ (Медве́жья) — река в Таймырском Долгано-Ненецком и Эвенкийском районах Красноярского края России. Основной приток Хеты. Впадает в неё справа. Длина — 650 км, площадь бассейна — 26 500 км².
Населённые пункты на реке отсутствуют, имеются стоянки геологов и охотников. На правом берегу, при впадении реки Гулэ, расположена зимовка Гулэ-Центральное, а южнее, на левом берегу, при впадении реки Деликан, находится летовка Деликан.
В бассейне реки Маймеча имеются хорошие разрезы валанжинского яруса.

## Гидрография
Медвежья берёт начало на плато Путорана из последовательно впадающих друг в друга трёх озёр: Арылах, Суола и Хамыр. Течёт на северо-восток, затем поворачивает и течёт на северо-запад. После плато Путорана протекает по Северо-Сибирской низменности Таймырского полуострова. Впадает в Хету справа.
Крупнейшие притоки: Ангиса, Мирюка, Илэмэ, Чигиды, Кунгтыкахи, Киенг-Юрях, Амбардах, Чопко, Восточная, Контай-Балаганнах.
В нижней части течения, на Таймыре, в пойме реки находится множество островов. Два крупнейших, безымянный и Ары, образованы протоками Маймечи — Усун-Тёдюлех и Ары-Тёдюлех. У впадения в Хету находится остров Теделёх, делящий реку на две протоки.

## Гидрология
Питание снеговое и дождевое. Средний расход около 285 м³/с.
Весеннее половодье длится с конца мая до конца июня. Оно сменяется летними паводками. С сентября по май — глубокая межень.
Ширина реки у устья достигает 235 метров, глубины в 5 метров; дно твёрдое; скорость течения до 0,3 м/с.

## Флора и фауна
На берегах реки расположены пастбища оленей. По непроверенным данным, зимой 2001 года, в районе реки были замечены два стада овцебыков.
В низменной части бассейна произрастает как хвойный (лиственница), так и широколиственный лес.